# Olivier Guichard

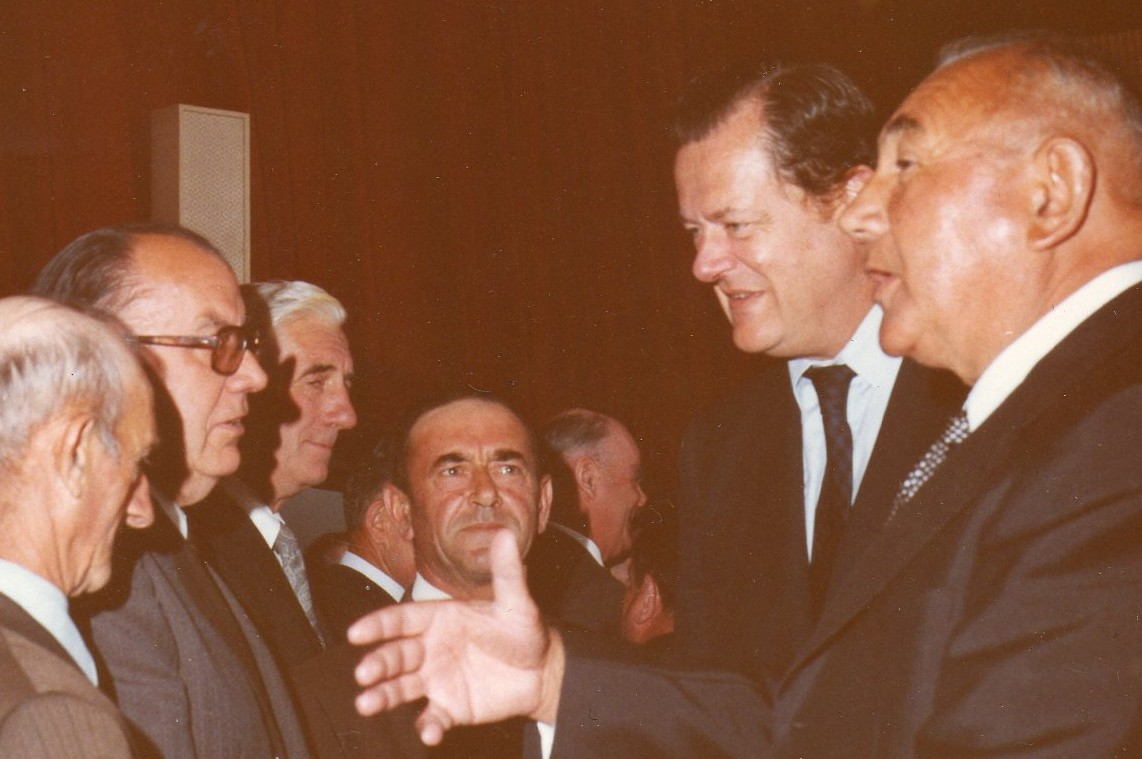
Olivier Guichard (2. von rechts) mit Senator Raoul Vadepied bei einer Versammlung in Évron (1973)

Olivier Guichard (* 27. Januar 1920 in Néac, Département Gironde; † 20. Januar 2004 in Paris) war ein französischer Politiker des Rassemblement pour la République (RPR), der mehrere Jahre lang Mitglied der Nationalversammlung sowie mehrmals Minister war. Darüber hinaus fungierte er zwischen 1986 und 1998 als Präsident des Regionalrates von Pays de la Loire.

## Leben

### Familiäre Herkunft und berufliche Laufbahn
Guichard war ein Sohn von Korvettenkapitän Louis Guichard, der zwischen Februar 1941 und November 1942 Kabinettschef von Admiral François Darlan war, und ein Enkel von Joseph Brisson, der zwischen 1902 und 1906 Mitglied der Nationalversammlung sowie 61 Jahre von 1881 bis 1942 Bürgermeister von Néac war. 
Er selbst absolvierte seine schulische Ausbildung am traditionsreichen Lycée Condorcet in Paris und absolvierte anschließend ein Studium der Literatur, Rechts- und Politikwissenschaft an der Universität von Paris und trat während des Zweiten Weltkrieges den von Charles de Gaulle gegründeten Forces françaises libres (FFF) bei. 1947 engagierte er sich in gaullistischen Bewegungen und fungierte zwischen 1951 und 1958 als Kabinettschef von Charles de Gaulle. Im Anschluss war er als Staatsrat (Conseiller d’État) am Conseil d’État tätig, dem Verwaltungsgericht, das zugleich auch Beratungsorgan der Regierung ist.
Darüber hinaus war er zwischen 1962 und 1971 ebenfalls Bürgermeister von Néac.

### Minister und Abgeordneter der Fünften Republik

#### Präsidentschaft von Charles de Gaulle
Guichard wurde als Kandidat der Union des Démocrates pour la Ve République (UDR) am 12. März 1967 im siebten Wahlkreis des Département Loire-Atlantique erstmals zum Mitglied der Nationalversammlung gewählt und gehörte dieser zunächst bis zum 7. Mai 1967 an.
Einen Monat zuvor wurde Guichard am 7. April 1967 von Premierminister Georges Pompidou als Industrieminister (Ministre de l’Industrie) in dessen viertes Kabinett berufen. Bei der Regierungsumbildung des vierten Kabinetts am 31. Mai 1968 übernahm er das Amt als Beigeordneter Minister beim Premierminister mit der Verantwortung für Planung und Raumplanung (Ministre délégué auprès du Premier ministre, chargé du Plan et de l’Aménagement du territoire) und behielt dieses auch im nachfolgenden Kabinett Couve de Murville bis zum 21. Juni 1969.
Am 30. Juni 1968 wurde er für die UDR abermals zum Mitglied der Nationalversammlung gewählt und legte aufgrund seines Ministeramtes das Mandat am 12. August 1968 wieder nieder.

#### Präsidentschaft von Georges Pompidou
In der darauf folgenden Regierung von Premierminister Jacques Chaban-Delmas übernahm Guichard am 22. Juni 1969 das Amt des Ministers für nationale Bildung (Ministre de l’Education nationale) und übte dieses bis Ministeramt bis zum Ende der Amtszeit von Chaban-Delmas am 5. Juli 1972 aus.
1970 wurde Guichard  Mitglied des Generalrates des Kanton Guérande und gehörte diesem bis 1982 an. Daneben war er von 1971 bis 1995 Bürgermeister von La Baule-Escoublac.
Der Nachfolger von Chaban-Delmas, Pierre Messmer, ernannte Guichard am 5. Juli 1972 in dessen ersten Kabinett zum Minister für Ausrüstung, Wohnungsbau und Raumplanung (Ministre de l’Equipement, du logement et de l’aménagement du territoire). Am 4. März 1973 wurde er abermals für die UDR im siebten Wahlkreis des Département Loire-Atlantique wieder zum Mitglied der Nationalversammlung gewählt und legte aufgrund seines Ministeramtes das Mandat am 5. Mai 1973 wieder nieder. Nach der Bildung der zweiten Regierung Messmer am 5. April 1973 übernahm er das Amt des Ministers für Ausrüstung, Wohnungsbau und Tourismus (Ministre de l’Equipement, du logement et du tourisme) und übte dieses Ministeramt bis zum 27. Februar 1974 aus. In der dritten Regierung Messmer fungierte er schließlich vom 1. März bis zum 27. Mai 1974 als Minister für Raumplanung, Ausrüstung und Verkehr (Ministre de l’aménagement du territoire, de l’équipement et des transports). Am 15. Juni 1974 war er Ehrenstarter des 24-Stunden-Rennen von Le Mans.

#### Präsidentschaft von Valéry Giscard d’Estaing und Präsident des Regionalrates von Pays de la Loire
Neben seiner Abgeordneten- und Ministertätigkeit fungierte Guichard von 1974 bis 1998 auch als Präsident des Regionalrates von Pays de la Loire. Sein Nachfolger in dieser Funktion wurde François Fillon.
In der ersten Regierung von Premierminister Raymond Barre übernahm Guichard schließlich am 27. August 1976 das Amt als Staatsminister (Ministre d’Etat), Siegelbewahrer (Garde des sceaux) sowie Justizminister (Ministre de la justice) und verblieb in dieser Funktion bis zum 29. März 1977.
Nach seinem Ausscheiden aus der Regierung wurde Guichard für das Rassemblement pour la République (RPR) im siebten Wahlkreis des Département Loire-Atlantique am 12. März 1978 wieder zum Mitglied der Nationalversammlung gewählt. Bei den darauf folgenden Wahlen vom 14. Juni 1981, 16. März 1986, 12. Juni 1988 sowie 28. März 1993 wurde er jeweils wiedergewählt. Bei seinem Ausscheiden aus der Nationalversammlung am 21. April 1997 gehörte Guichard dem Parlament zwanzig Jahre lang an.
Während seiner Parlamentszugehörigkeit war er von April 1978 bis April 1993 Mitglied des Ausschusses für Verfassungsrecht, Gesetzgebung und allgemeine Verwaltung (Commission des lois constitutionnelles, de la législation et de l'administration générale de la République) sowie anschließend zwischen April 1993 und April 1997 Mitglied des Auswärtigen Ausschusses (Commission des affaires étrangères).

## Veröffentlichungen
- Aménager la France, 1965
- L’Éducation nouvelle, 1970
- Un chemin tranquille, 1975
- Vivre ensemble, 1976
- Mon Général, 1980
- Du particulier au général, 1999
- Vingt ans en 40 Fayard, 1999